# Lepeophtheirus argentus
Lepeophtheirus argentus is een eenoogkreeftjessoort uit de familie van de Caligidae. De wetenschappelijke naam van de soort is voor het eerst geldig gepubliceerd in 1963 door Hewitt.